# Submécanophobie

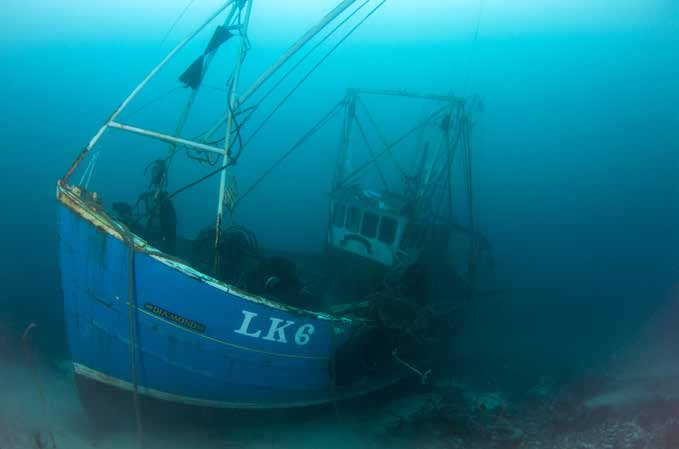
Les submécanophobes éprouvent souvent de l'anxiété à proximité des épaves.

La submécanophobie est la phobie spécifique des objets artificiels immergés partiellement ou entièrement dans l'eau,. Ces objets peuvent être des épaves, des statues ou des bâtiments anciens, mais aussi des objets plus banals tels que des bouées ou des débris divers.

## Causes
Les causes peuvent être celles communes aux phobies (comme un traumatisme).
La submécanophobie pourrait être causée par la peur de l'inconnu et le fait de ne pas savoir ce qui se cache sous la ligne de flottaison (dans le cas d'un objet flottant). Les objets pourraient être visuellement déformés par l'eau et par le mouvement de celle-ci, ce qui pourrait les faire paraître vivants, et donc éventuellement dangereux. Cependant, la submécanophobie, par définition, ne concerne que les créations artificielles faites par l'homme, et non les créatures vivantes. Une explication possible est que l'esprit humain détecte instinctivement un objet étranger dans un environnement naturel et que cela déclenche une réponse combat-fuite, les humains réagissant négativement à ce qui est en dehors de la norme.

## Critères, symptômes et traitements
Les critères, symptômes et traitements sont communs aux autres phobies.